# Gobius punctatissimus
Gobius punctatissimus es una especie de peces de la familia de los Gobiidae en el orden de los Perciformes.

## Morfología
Los machos pueden llegar a alcanzar los 4,5 cm de longitud total.

## Distribución geográfica
Se encuentra al noreste de Italia y Croacia. 

## Observaciones
Es inofensivo para los humanos. 